# Palais archiépiscopal de Québec
Le palais archiépiscopal de Québec est la résidence de l'archevêque de Québec. 

## Description
Le palais est situé au 2 rue Port-Dauphin, voisin immédiat de la basilique-cathédrale Notre-Dame de Québec (à l'ouest) et du Séminaire de Québec (au nord).
Il s'agit d'un édifice en pierre de taille d'inspiration néo-classique de trois étages avec un toit en croupe. Il possède deux entrées à colonnades surmontée d'un fronton, l'une donnant sur la côte de la Montagne et une autre sur son stationnement à l'ouest.

## Historique

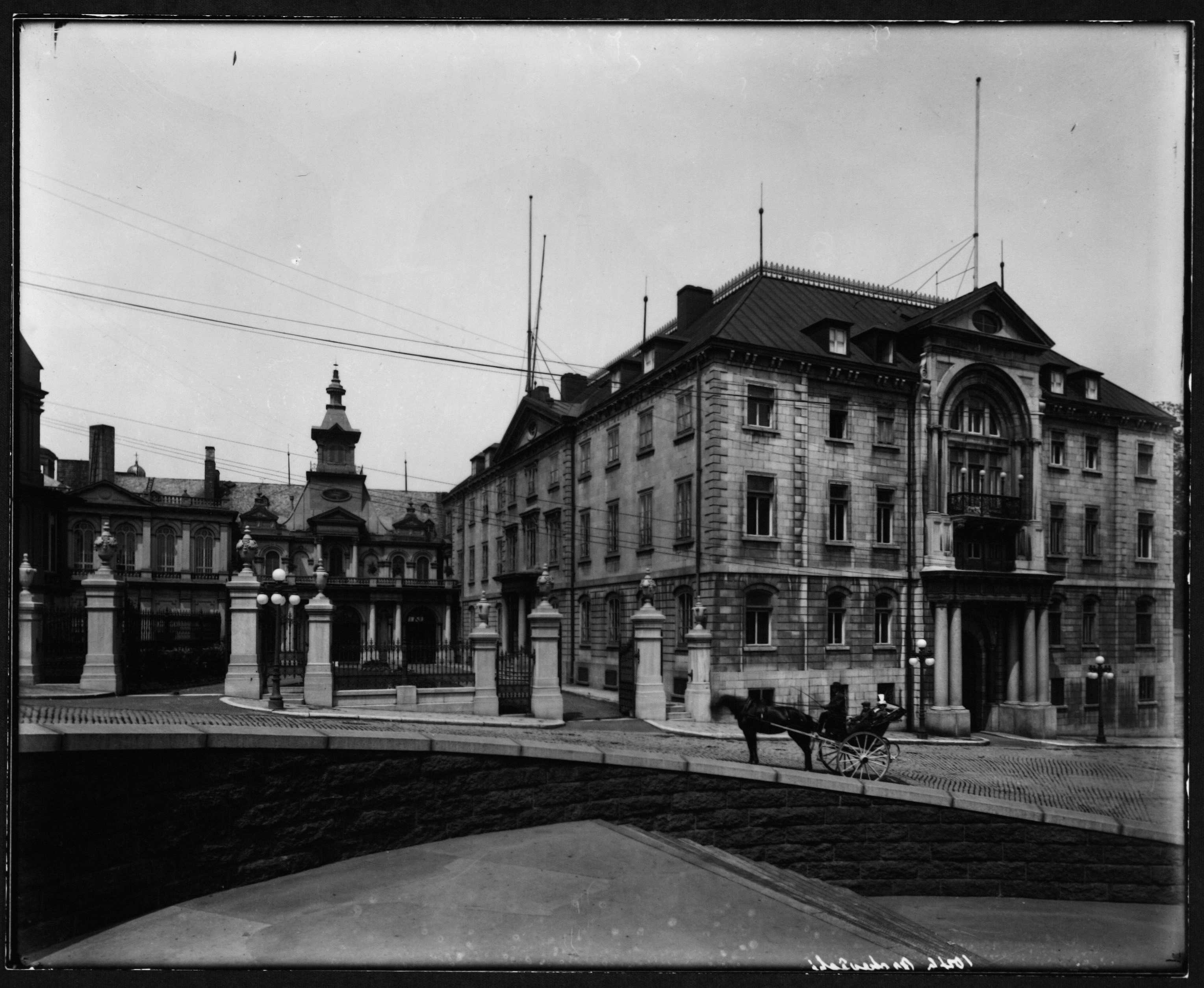
Le palais vers 1900.

La construction du palais épiscopal s'effectue sous le mandat de l'archevêque Joseph Signay. Deux propriétés sont acquises en 1843 pour en permettre l'édification. Les plans sont réalisés par l'architecte Thomas Baillairgé. Les travaux se déroulent en 1844 et 1845.
À la suite d'un incendie en 1887, l'édifice perd sa lanterne. Les architectes Joseph-Ferdinand Peachy et François-Xavier Berlinguet participent à l'amélioration du bâtiment.
De 1997 à 1999, des travaux permettent de refaire la maçonnerie sur tous les murs, de remplacer la porte cochère, quatre portes, les fenêtres, quatre contre-fenêtres, une fenêtre française et les gouttières et la restauration de la porte de garage. 
Le bâtiment est visité, avant leur pontificat respectif, par les papes Paul VI (1951) et Jean-Paul II (1969). Mère Teresa y logera en 1986 lors de son passage à Québec. Le pape François y réside lors de son passage à Québec (en), du 27 au 29 juillet 2022, à l'occasion de son pèlerinage pénitentiel sur les abus sexuels sur mineurs dans l'Église catholique au Canada.
L'édifice abritait l'administration diocésaine avant son déménagement sur le boulevard René-Lévesque. Le lieu n'est pas ouvert au public.

## Galerie

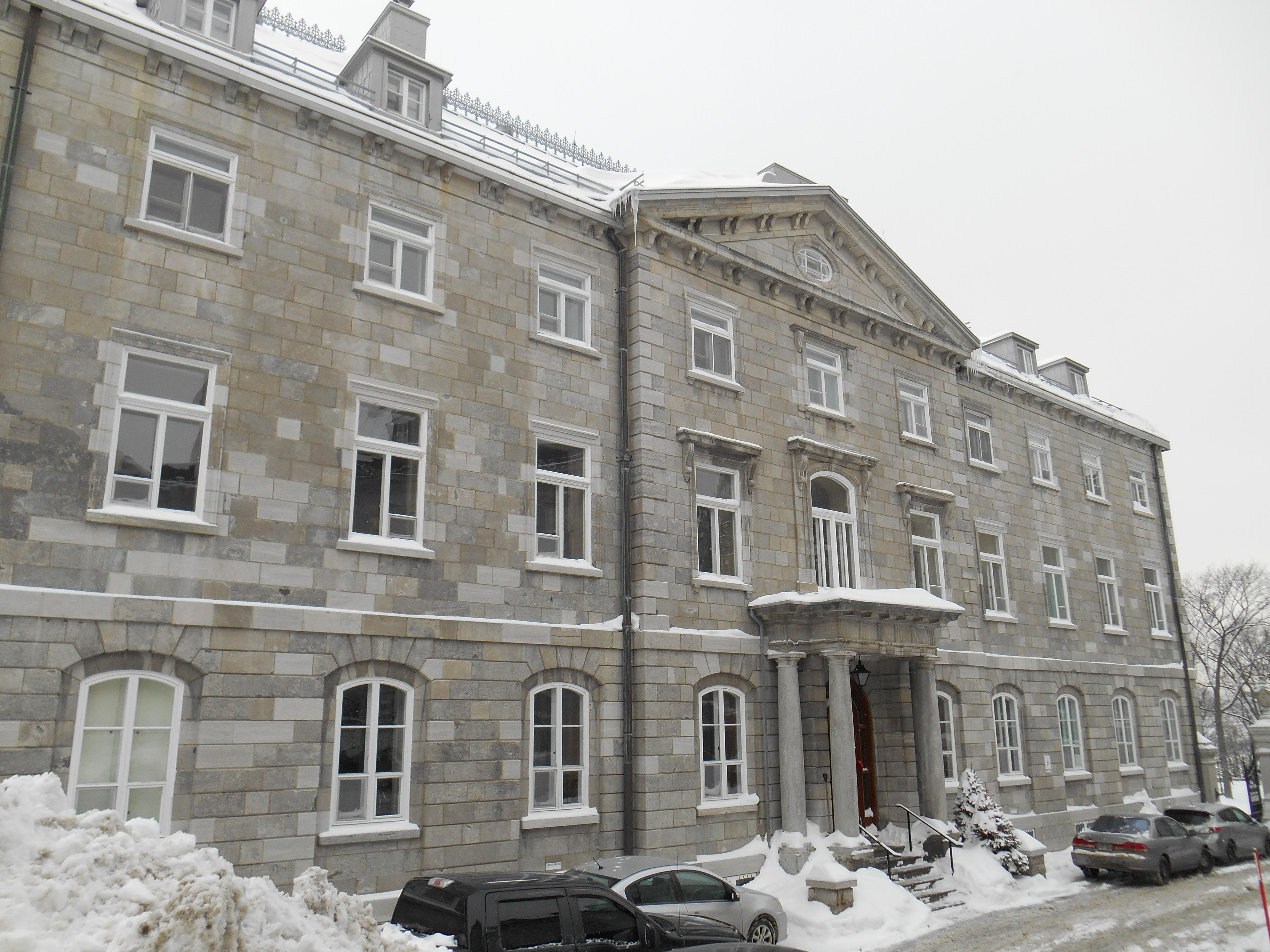
Façade ouest
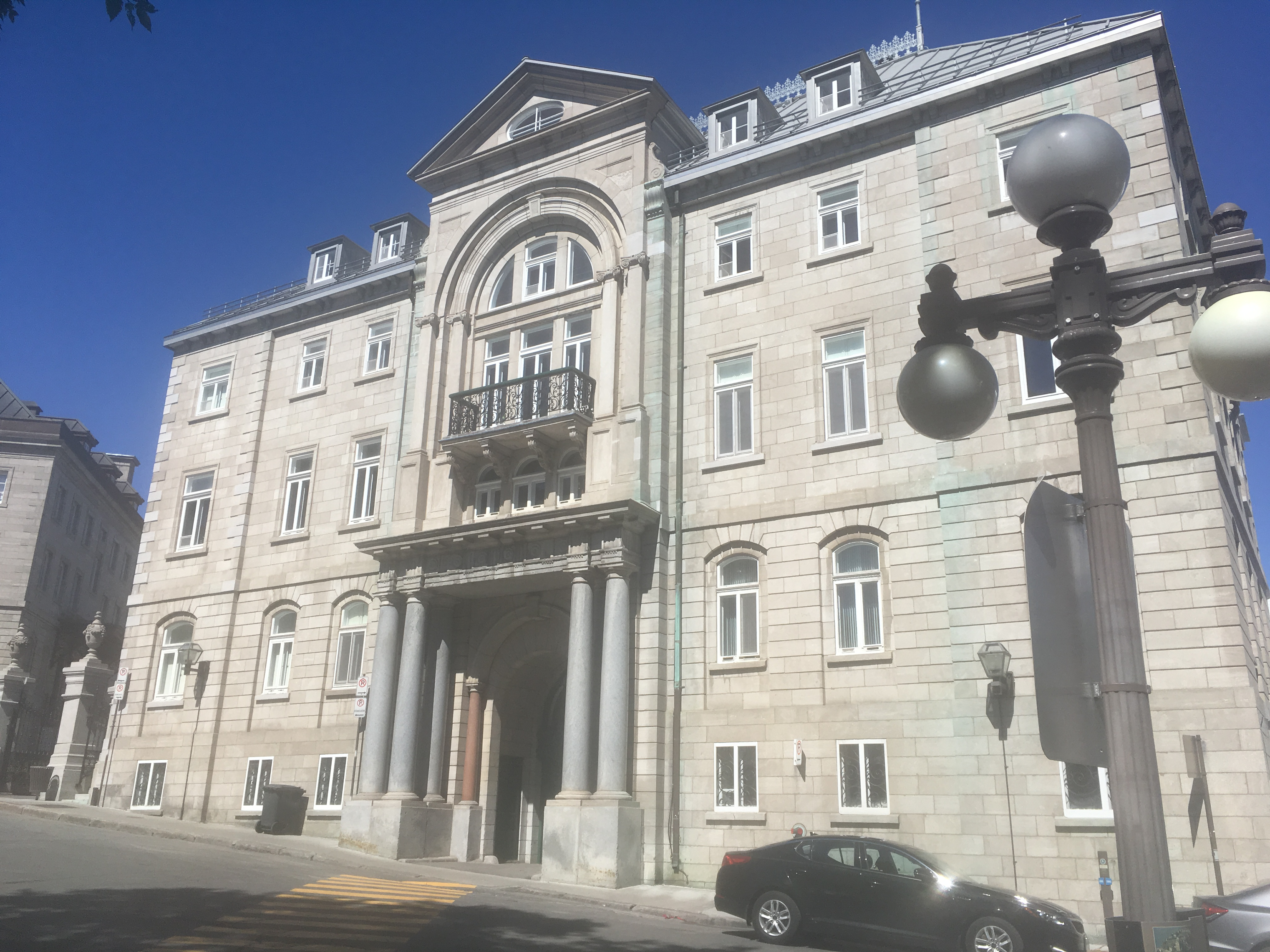
Façade sud
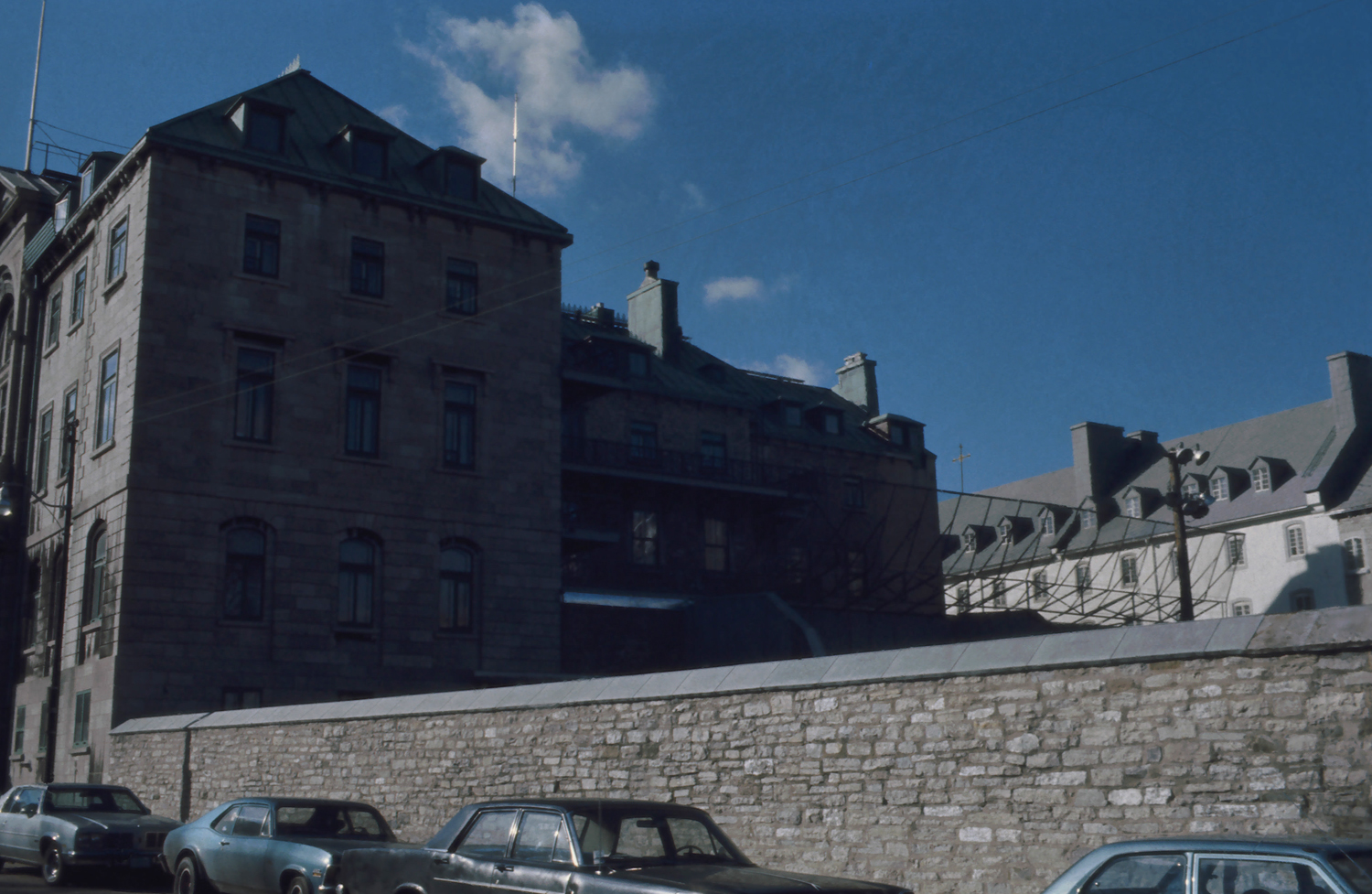
Arrière du palais